# August Serra i Mústich
August Serra i Mústich (Girona, 26 de febrer de 1920 - Girona, 22 d'abril de 2009) fou un jugador d'hoquei patins català, tricampió del món (1951, 54 i 55) i un dels esportistes gironins més rellevants dels anys 40 i 50.

## Trajectòria
August Serra va néixer al carrer Hortes, 8, de Girona. El pare tenia un negoci de productes d'alimentació i ell va ser-ne treballador, fet que li permetia compaginar la feina amb l'hoquei. Va descobrir l'hoquei als vuit anys, quan va trobar a les golfes de casa uns patins del pare. Un temps més tard, va aprendre definitivament a patinar i a jugar a la terrassa que hi havia damunt dels vestidors de la piscina del Parc de la Devesa.
A partir d'aleshores començà una carrera espectacular. El 1939 es va tramitar la seva primera llicència federativa a nom de l'Agrupación Deportiva Gerundense, i un any més tard, fundava el Girona CH, del qual va ser jugador divuit temporades. Només va "fallar" els cursos 1949-50 i 1950-51, quan va jugar a la Secció d'hoquei patins del Futbol Club Barcelona per ajudar-la a pujar a Primera divisió. Allà ja hi competia l'Espanyol, de la mà de Juan Antonio Samaranch, club que als anys 50 va reunir els millors jugadors del país. Precisament, amb l'Espanyol jugà diverses Copes de les Nacions.
El 1951, la selecció espanyola d'hoquei va aconseguir el primer campionat del món per a Espanya. Ell era el capità d'aquell equip de llegenda, que també va guanyar el Mundial els anys 1954 i 1955.
El 1965, ja retirat, el Girona CH li va proposar que tornés a la pista per ajudar el club a pujar de categoria. Tenia 45 anys i no va dubtar a despenjar l'estic.
Altres capítols destacats van ser els seus múltiples viatges, per exemple, al Japó i Colòmbia, per ensenyar a jugar a hoquei. L'any 1961, en el seu primer viatge al Japó, va fer amistat amb un professor de la Universitat de Saint Paul, a Rikkyo, i juntament amb aquest home va ser responsable, entre 1965 i 1983, de les estades de grups de jugadors japonesos a Girona.
August fou també un dels introductors de l'hoquei sobre gel a Catalunya.

## Premis
- Medalla de l'Esport de la Generalitat
- Medalla d'Or de l'Ajuntament de Girona
- Ordre Olímpica del Comitè Olímpic Espanyol
- Medalla d'Or de les Federacions Espanyola i Catalana de patinatge

## Palmarès
Espanya
- Campionat del Món:
  - 1951, 1954, 1955
- Copa de les Nacions:
  - 1952

RCD Espanyol
- Copa de les Nacions:
  - 1953

Girona CH
- Campionat de Catalunya:
  - 1942

FC Barcelona
- Campionat d'Espanya de 2a Categoria
  - 1950